# 서수민
서수민(1972년 2월 26일~  대구광역시 출생)은 KBS 예능본부의 프로듀서(팀장급)이었다. 1995년 KBS 예능본부의 프로듀서로 데뷔하였다. 개그콘서트, 폭소클럽 등 코미디 프로그램을 주로 연출하였고 KBS의 예능 프로그램의 편성 기획을 총괄하는 KBS 예능운영팀의 책임프로듀서(CP)로 승진했으며 해피선데이 - 슈퍼맨이 돌아왔다, 1박 2일 시즌 3, 유희열의 스케치북 책임프로듀서로 활동했다. 2016년 8월에 KBS에서 퇴사한 뒤  몬스터유니온에 합류했고  이 회사가   드라마 제작에 주력하기로 결정하자 2019년 1월 사의를 표명했다.

## 학력 및 경력
- 포항제철고등학교
- 연세대학교 의생활학과 학사
- KBS 예능본부 PD
- KBS 예능운영팀 CP
- 몬스터유니온 예능부문 부문장
- (주)링가링 대표

## 방송 활동
KBS
- 뮤직뱅크 (2001년 ~ 2012년)
- 시사터치 코미디 파일 (2001년 ~ 2001년)
- 스타 집현전 (2002년 ~ 2002년)
- 스펀지 (2003년 ~ 2012년)
- 비타민 (2003년 ~ 2012년)
- 개그사냥 (2005년 ~ 2006년)
- 폭소클럽 2 (2006년 ~ 2008년)
- 가족오락관 (2007년 11월 10일 ~ 2008년 3월 29일)
- 개그콘서트 (1999년 ~ 2016년)[7]  (PD, CP)
- 전국노래자랑 (CP)
- 국악 한마당 (CP)
- 해피선데이 슈퍼맨이 돌아왔다/1박 2일 시즌 3 (CP) (2013년 ~ 2016년)
- 프로듀사 (2015년 5월 15일 ~ 2015년 6월 20일)
- 유희열의 스케치북 (CP) (2016년)
- 어서옵show (CP) (2016년)
- 최고의 한방 (기획) (2017년)

타사
- 리스타트업, 살아있네 (연출) (2020년)
- 장르만 코미디 (연출) (2020년)

## 같이 보기
- 개그콘서트
- 생활의 달인